# Plinia abeggii
Plinia abeggii är en myrtenväxtart som först beskrevs av Ignatz Urban och Erik Leonard Ekman, och fick sitt nu gällande namn av Ignatz Urban. Plinia abeggii ingår i släktet Plinia och familjen myrtenväxter. Inga underarter finns listade i Catalogue of Life.